# Andicesa
Andicesa is een geslacht van vliegen (Brachycera) uit de familie van de sluipvliegen (Tachinidae). De wetenschappelijke naam van het geslacht is voor het eerst geldig gepubliceerd in 2010 door Koçak & Kemal.

## Synoniemen
- Trichophoropsis Townsend, 1914 non Trichophoropsis Bonaparte, 1854 (Vogels)

## Soorten
- Andicesa bicolor (Gonzalez, 1992)
- Andicesa coscaroni (Gonzalez, 1992)
- Andicesa puna (Townsend, 1914)
- Andicesa nitens (Townsend, 1914)